# Fredericksburg (Indiana)
Fredericksburg – miasto w Stanach Zjednoczonych, w stanie Indiana, w hrabstwie Washington.